# Dassault MD 450 Ouragan

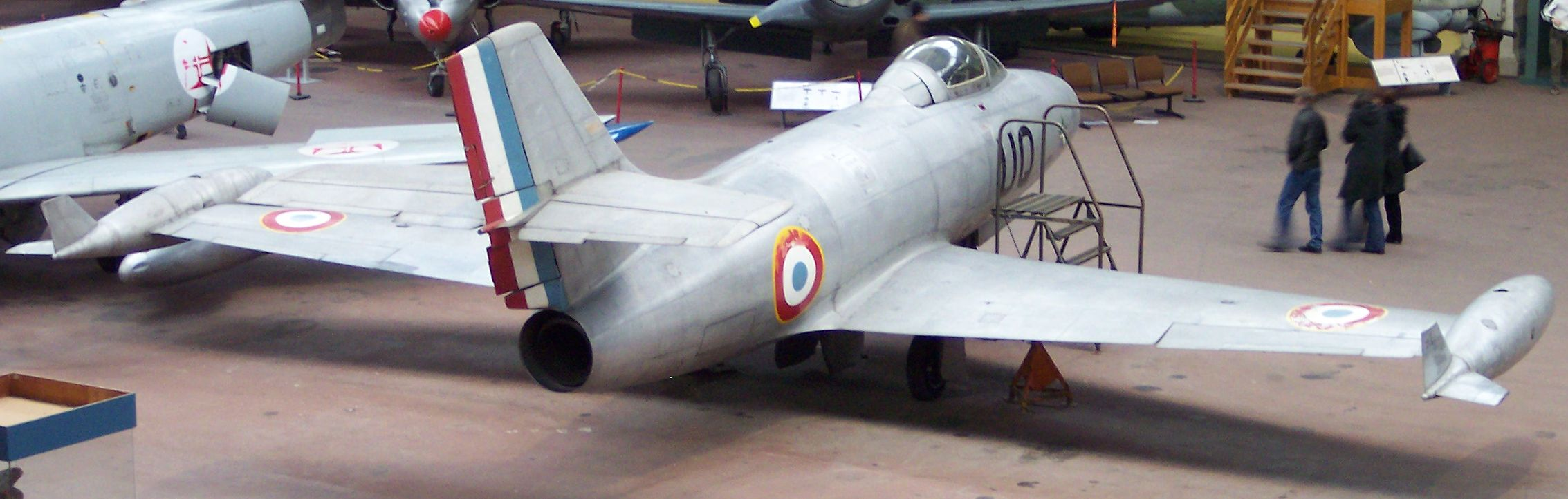
Vista posteriore di un MD 450 Ouragan

Il Dassault MD 450 Ouragan (dal francese: uragano) era un caccia monoreattore prodotto dall'azienda francese Dassault Aviation negli anni cinquanta, il primo con queste caratteristiche ad entrare in servizio attivo nella Armée de l'air.
Realizzato in circa 450 esemplari, l'Ouragan ricopre un ruolo importante nella rinascita della produzione militare francese del dopoguerra inaugurando con le esperienze acquisite una serie di sviluppi che portarono alle più recenti realizzazioni dell'azienda transalpina. Oltre ad essere utilizzato in patria, l'Ouragan venne esportato all'estero andando ad equipaggiare le aeronautiche militari di El Salvador, India ed Israele.

## Storia del progetto
Questa macchina doveva molto al disegno dell'F-84 statunitense. Vi era molto da imparare da parte francese sui nuovi aerei da combattimento a reazione, dopo la pausa bellica, e questo progetto costituiva un esempio di rischio calcolato, per non fare veri e propri balzi nell'ignoto, come invece facevano all'epoca altri connazionali di Dassault.
L'aereo era metallico, aveva un'ala e dei piani di coda moderatamente a freccia, con quelli orizzontali sistemati alla base di quello verticale la presa d'aria era posta nel muso. Il motore era un Rolls-Royce Nene costruito dalla Hispano-Suiza, lo stesso motore del MiG-15, aereo di caratteristiche superiori. L'Ouragan era anche un cacciabombardiere di tutto rispetto, anche se risultava sottopotenziato a causa del peso elevato.
Con i 4 cannoni Hispano da 20 mm sotto il muso e 16 razzi o 2 bombe sotto le ali, l'Ouragan era una macchina bene armata e dalle prestazioni interessanti, robusta ed agile alle quote medio-basse. Caratteristica era la presenza dei serbatoi d'estremità alari, non sganciabili.

## Impiego operativo
Il velivolo divenne operativo solo nel 1953, dopo un periodo di maturazione molto lungo. Tre stormi francesi lo ebbero in dotazione: il 2°, 4° e il 12°. Le missioni comprendevano anche la difesa aerea della Germania, all'epoca occupata. Gli aerei militarono in prima linea solo fino al 1957, e la carriera come addestratore terminò nel 1960. Gli Ouragan ebbero un numero elevato di incidenti, nonostante l'affidabilità del progetto nel suo insieme.
Nel mercato esterno la macchina andò a diversi utenti. Israele ne ebbe inizialmente 24, usati sia nelle guerre del 1956 che del 1967. Ottennero alcuni successi aerei, in qualità di primi caccia jet dell'aeronautica Israeliana (eccetto alcuni Meteor intercettori notturni) e risultarono molto efficaci contro obiettivi al suolo. I primi velivoli vennero ceduti nel 1955 direttamente dalle squadriglie francesi. In seguito, un totale di 71 aerei venne ceduto a prezzo ridotto. Gli ultimi 18 vennero ceduti all'Honduras nel 1976.
Le doti acrobatiche e di robustezza dell'aereo erano ben note anche all'estero e l'India, per non dover dipendere solo dalla Gran Bretagna nel campo delle forniture militari, ordinò 131 macchine nuove, entrate in linea già dal 1953. Ribattezzati Toofani (lo stesso significato di Ouragan, ma in Lingua hindi), vennero utilizzati per gli anni successivi anche come macchine acrobatiche, oltre che vari conflitti locali tra i quali la guerra sino-indiana del 1962.
Nell'insieme l'Ouragan è il capostipite della dinastia di caccia francesi: col tempo questo progetto basico fu potenziato nei motori e affinato nelle linee.
Dal 1954 al 1957 fu impiegato nella Patrouille de France.

## Utilizzatori

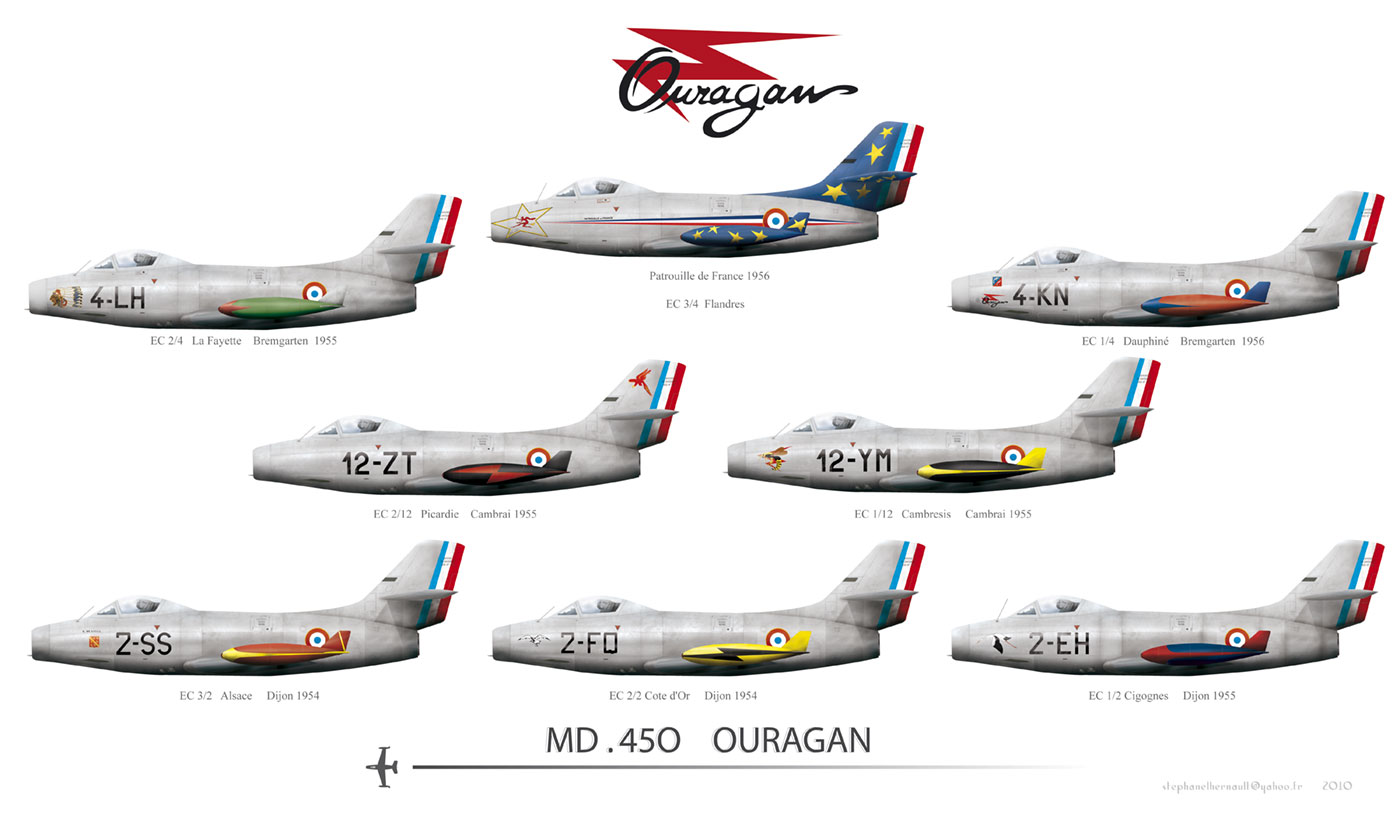
Dassault MD 450 Ouragan nelle livree dei reparti Armée de l'air

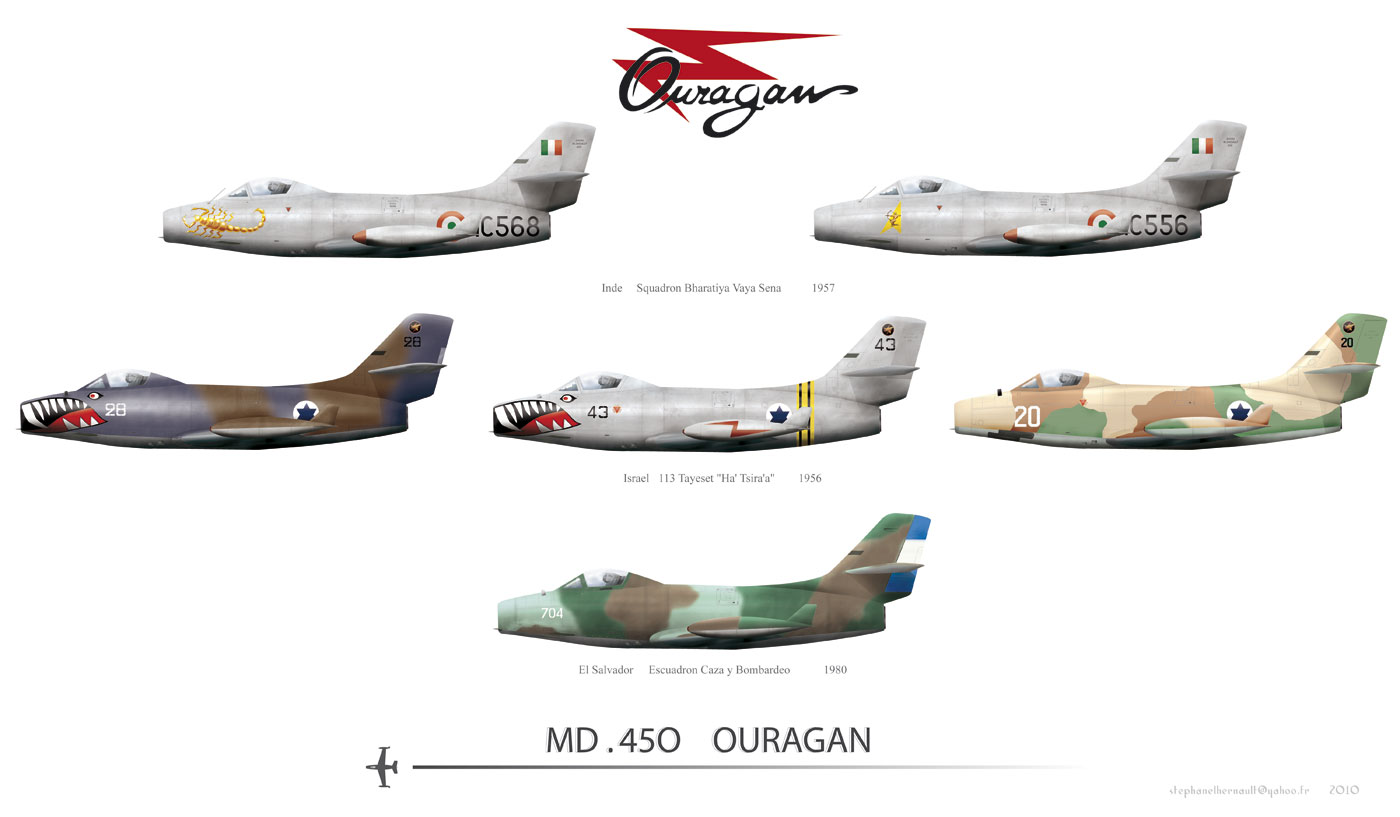
Dassault MD 450 Ouragan nelle livree di India, Israele ed El Salvador

El Salvador
- Fuerza Aérea Salvadoreña

operò con 18 esemplari dal 1974 al 1998.
 Francia
- Armée de l'air
  - Patrouille de France (1954-1957)

 India
- Bhartiya Vāyu Senā

 Israele
- Heyl Ha'Avir